# Nikkorex
Nikkorex — название семейства дешёвых малоформатных однообъективных зеркальных фотоаппаратов с несменным объективом и центральным затвором. Фотоаппараты производились с начала 1960-х годов японской корпорацией Nippon Kogaku K. K., более известной своими камерами Nikon. Одновременно это название использовалось для однообъективных зеркальных фотоаппаратов производства компании Mamiya, со сменной оптикой и байонетом F. Кроме фотоаппаратов, название Nikkorex носили 8-мм кинокамеры корпорации Nippon Kogaku.

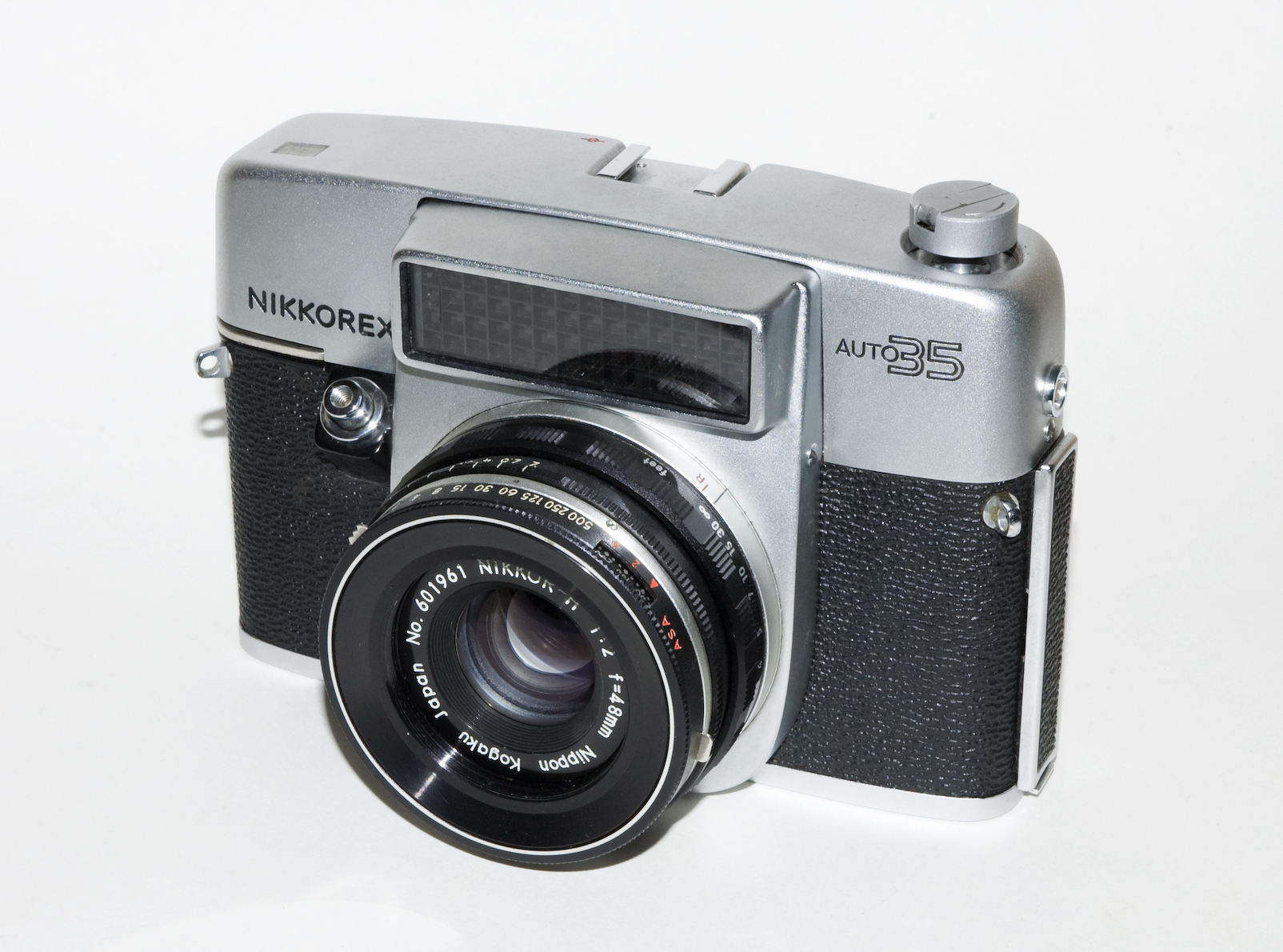
Фотоаппарат «Nikkorex Auto 35»

## Серия Nikkorex 35
Семейство фотоаппаратов с центральным затвором в жёстковстроенном объективе, выпускавшаяся корпорацией Nippon Kogaku.

### Nikkorex 35
Первая модель серии Nikkorex, выпущенная через год после появления системы Nikon F. В отличие от профессиональной камеры, Nikkorex 35 оснащался жёстковстроенным несменным объективом Nikkor-Q 2,5/50 и центральным затвором Citizen MVL, отрабатывавшим выдержки от 1/500 до 1 секунды. Кроме того, вместо пентапризмы в зеркальном видоискателе с невозвращающимся зеркалом использовалась более дешёвая призма Порро. Сопряжённый с установкой выдержки и диафрагмы экспонометр основан на селеновом фотоэлементе большого размера, установленном на передней стенке фотоаппарата, и позволяет полуавтоматически устанавливать правильную экспозицию. Такая конструкция позволила сделать камеру дешёвой и доступной фотолюбителям. При этом большинство достоинств зеркального видоискателя сохранены, что делало Nikkorex серьёзным конкурентом компактных фотоаппаратов и зеркалок начального уровня.

### Nikkorex 35 II
Усовершенствованная версия, выпускавшаяся с 1962 года, и спроектированная с учётом недостатков первой модели. Ненадёжный затвор был заменён на Seikosha SLV, а углы корпуса закруглены для более комфортного обхвата. Кроме того, внутренние механизмы, связывающие затвор, зеркало и транспортировку плёнки, были полностью изменены, упростив конструкцию и повысив её надёжность. Несмотря на усовершенствования, фотоаппарат продавался плохо, не оправдав надежд корпорации на прибыль в неосвоенном сегменте рынка.

### Nikkorex Zoom 35
Дальнейшее развитие линейки Nikkorex с зум-объективом. Выпуск начат в 1963 году и принёс успех, не достигнутый предыдущими моделями. Объектив Zoom Nikkor Auto 43—86/3,5, использованный в этой камере, одновременно был выпущен в качестве сменного для профессионального Nikon F. Благодаря особенностям конструкции, объектив содержит всего 9 линз, что существенно меньше современных ему вариообъективов. Такое устройство, уменьшающее светорассеяние, позволило снизить себестоимость и сделать фотоаппарат доступным по цене для фотолюбителей.

### Nikkorex Auto 35
В некоторых источниках используется название Nikon Auto 35. Зеркальный фотоаппарат с центральным затвором жёстковстроенного объектива и автоматическим управлением экспозицией в режиме приоритета выдержки. Выпуск начат в сентябре 1964 года перед Олимпиадой в Токио. Это первый фотоаппарат корпорации Nippon Kogaku с автоматической отработкой экспозиции. В отличие от предыдущих моделей Nikkorex, в видоискателе модели Auto 35 была использована не призма Порро, а пентапризма. При этом, дизайн корпуса, позаимствованный от модной немецкой модели Agfa Optima, «скрывал» зеркальное устройство фотоаппарата. Ещё одним важным усовершенствованием стало зеркало постоянного визирования, возвращавшееся в рабочее положение сразу после снимка. Для этого использован специальный механизм, подающий команду на опускание от слабого толкателя центрального затвора. Это было уникально, так как большинство зеркальных фотоаппаратов с центральными затворами, в том числе Voigtländer, Contaflex и семейство «Зенит-4» оснащались так называемым «залипающим» зеркалом, опускавшимся лишь после взвода затвора.

## Nikkorex F

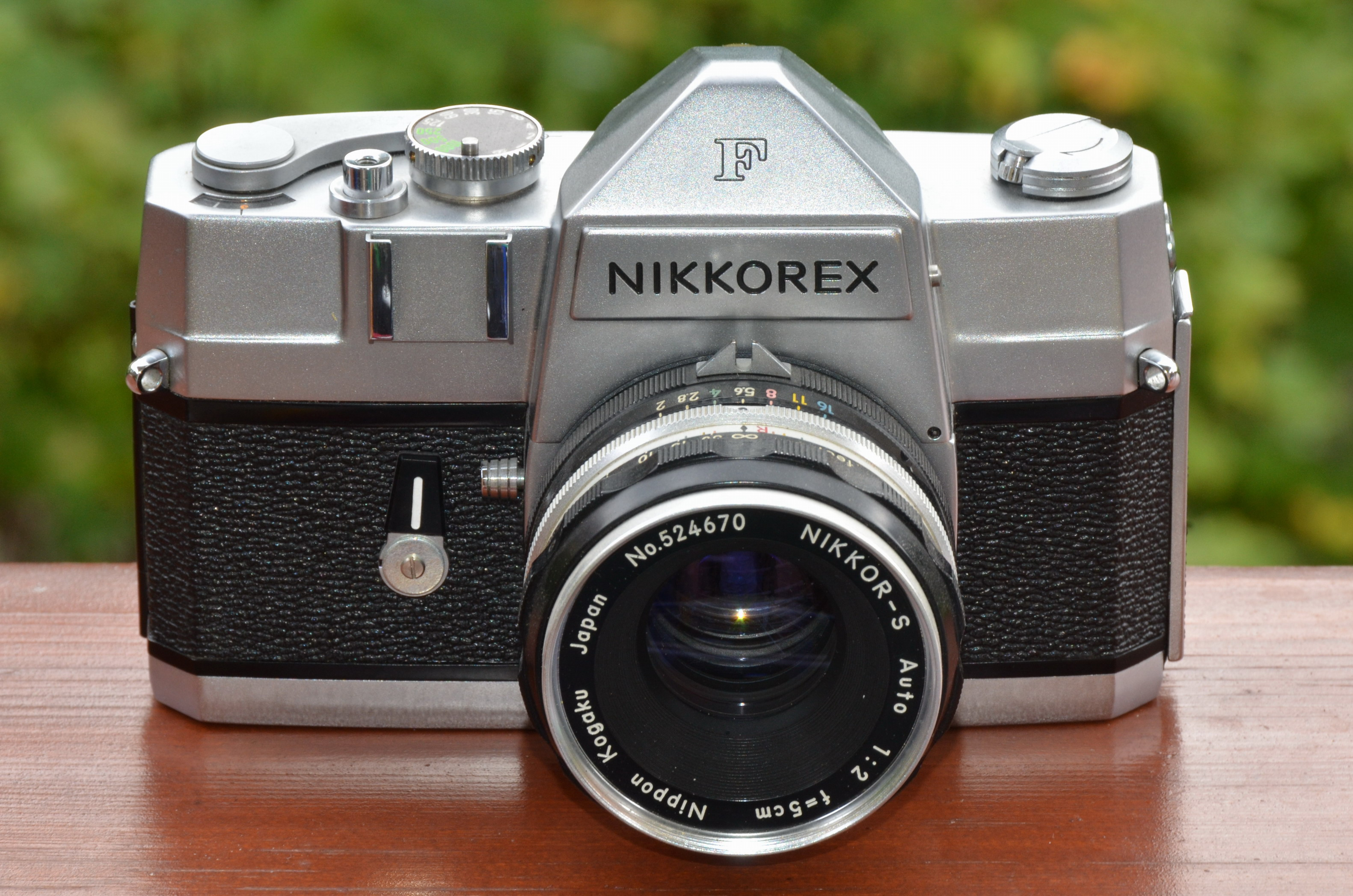
Фотоаппарат «Nikkorex F»

Фотоаппарат со сменной оптикой стандарта F и фокальным металлическим затвором Copal Square, выпускавшийся с 1962 года компанией Mamiya. В Германии продавался под названием Nikkor J. В этой камере впервые использован новый тип затвора — ламельный, выпускать который сама корпорация Nippon Kogaku первоначально не имела права из-за патентных ограничений. После запуска линейки Nikkormat, права на выпуск Nikkorex F были проданы компании Ricoh, выпускавшей этот же аппарат под названием Ricoh Singlex с байонетом F. Ещё одно название камеры в вариантах с байонетом F и резьбой М42×1 — Sears SL11. Nikkorex F выпускался только в хромированном исполнении. Чёрный вариант этой камеры встречается исключительно редко, поскольку поставлялся ограниченными партиями только в несколько стран. Отличительная черта всех камер этого типа — скоба для принадлежностей, расположенная вертикально на передней стенке. Серия Nikkorex F предшествовала появлению камер Nikkormat собственного производства Nikon, предназначенных для повышения продаж объективов Nikkor за счёт привлечения менее обеспеченных пользователей.